# Джахуа, Кирилл Кочоевич
Кирилл Кочоевич Джахуа (4 марта 1902 — 30 сентября 1969) — советский военачальник, боевой командир ряда дивизий, гвардии генерал-майор (01.03.1943).

## Биография
Родился 4 марта 1902 года в местечке Сенаки Сенакского уезда Кутаисской губернии в грузинской семье.
В РККА с мая 1924 года. Член ВКП(б) с 1930 года.
В мае 1924 года был призван в РККА и зачислен красноармейцем в 1-й Грузинский стрелковый полк в г. Тбилиси. В 1926 году окончил пехотное отделение Грузинской объединенной военной школы (г. Тбилиси).
В 1932 году окончил 6-месячные курсы механизации и моторизации при Стрелково-тактических КУКС РККА "Выстрел" имени Коминтерна.
В 1939 году окончил Военную академию РККА имени М.В. Фрунзе.
Майор Джахуа К. К. в должности начальника оперативного отдела штаба 19-го стрелкового корпуса 7-й армии принимал участие в Советско-финской войне. С февраля 1940 года - командир 679-го стрелкового полка 113-й стрелковой дивизии. За боевые отличия был награждён орденом Красного Знамени.
По окончании боевых действий полк в составе дивизии был переброшен в БОВО с местом дислокации в г. Слуцк. В мае 1941 года дивизия была переброшена в г. Семятичи Брестской области.
С началом Великой Отечественной войны полк под его командованием в составе 113-й стрелковой дивизии 10-й армии Западного фронта участвовал в приграничном сражении на белостокском направлении, где попал в окружение. В тяжёлой обстановке майор Джахуа сумел вывести часть полка.
В конце июля 1941 года назначен командиром 636-го стрелкового полка 160-й стрелковой дивизии и участвовал в Смоленском сражении. 22 августа 1941 года в уличных боях за город Новая Белица был тяжело ранен и эвакуирован в тыл. По выздоровлении в середине октября 1941 года вернулся в полк, который вёл бои в районе Рыльска на р. Сейм, действовал в направлении Курск-Щигры-Тим. В феврале 1942 года был отозван в Москву, где ему было поручено сформировать в г. Коломна 52-ю стрелковую дивизию, но уже в апреле он был назначен командиром 131-й стрелковой дивизии МВО в г. Череповец. В конце июля дивизия в составе 1-й резервной армии была переброшена под Сталинград.
Однако 26 июля 1942 года, не вступив в бой, К.К. Джахуа был отстранён командующим войсками Сталинградского фронта генералом В.Н. Гордовым без объяснения причин. Находился в распоряжении командующего этим фронтом.
С 30 августа 1942 года назначен заместителем командира 120-й стрелковой дивизии Донского фронта. С 29 ноября 1942 по 29 сентября 1945 года — командир 120-й стрелковой дивизии. Дивизия в ходе контрнаступления под Сталинградом  вела боевые действия в составе 66-й, затем с декабря 1942 года - 24-й, а с января 1943 года - 21-й армий Донского фронта. За успешное выполнение заданий командования в боях под Сталинградом 6 февраля 1943 года она была преобразована в 69-ю гвардейскую стрелковую дивизию, а её командиру присвоено звание гвардии генерал-майора (01.03.1943).
В последующем дивизия участвовала в Белгородско-Харьковской наступательной операции, в освобождении Левобережной Украины, в Корсунь-Шевченковской, Ясско-Кишинёвской, Венской наступательных операциях. 8 мая 1945 года дивизия заняла город Хифлау, вышла к реке Энс, где встретилась с передовым отрядом американской дивизии.
После окончания войны с сентября по ноябрь 1945 года пребывал на излечении в госпитале, после чего вернулся на прежнюю должность.
С апреля 1948 по февраль 1950 года - командир 37-й отдельной гвардейской стрелковой бригады. С февраля 1950 по июль 1951 года — командир 48-й гвардейской стрелковой дивизии в Белорусском военном округе. С июля 1951 по октябрь 1952 года - слушатель ВАК при Высшей военной академии имени К.Е. Ворошилова. С октября 1952 по март 1956 года - заместитель командира 35-го гвардейского стрелкового корпуса.
В отставке с марта 1956 года.
Скончался 30 сентября 1969 года в Тбилиси.

## В воспоминаниях сослуживцев
«...120-й стрелковой дивизией командовал полковник К. К. Джахуа, человек очень энергичный. Перед дивизией стояла задача перехватить железную дорогу Гумрак — Сталинград. Наступление, как я говорил, в общем, шло хорошо, мы видели, как продвигаются вперед 51-я и 52-я гвардейские и 277-я дивизии, но вот почему-то 120-я не наступает. Рокоссовский просит: — Подтолкните 120-ю дивизию! Вызываю по телефону Джахуа: — Почему не наступаешь?! — Товарищ командующий, скоро буду наступать. Вдруг начальник штаба Пеньковский говорит:	
Иван Михайлович, посмотрите, что делает 120-я дивизия! У меня сердце ёкнуло. Наверное, бегут... Они находились от НП километрах в двух-трёх. Местность ровная, погода ясная, и без стереотрубы видно все отлично. Взглянул и сам себе не верю — прямо из леса на боевые порядки немцев на полном ходу движется обоз! Кричу в телефон Джахуа: — Ты что там безобразничаешь? Рокоссовский спрашивает: — Кого ты так кроешь? — Посмотрите, что делает! Рокоссовский взглянул в стереотрубу. — Он что, пьяный? Глядите, глядите, немцы бегут! А обоз за ними! Я опять ему кричу: — Что ты делаешь? — Прорыв делаю!
 Когда потом Н. Н. Воронов немцев допрашивал, поинтересовался: — Почему бежали от обоза? Они ответили: — А мы думали, что окружены, раз идет обоз...

Уже после войны мы служили с генералом Джахуа в Белорусском военном округе. Если дела шли не очень хорошо, я ему говорил: «Это тебе не на войне немцев обозом гнать...»

— Чистяков, Иван Михайлович «Служим Отчизне», Воениздат, 1985 г., стр. 109, 110